# Min Hti d'Arakan

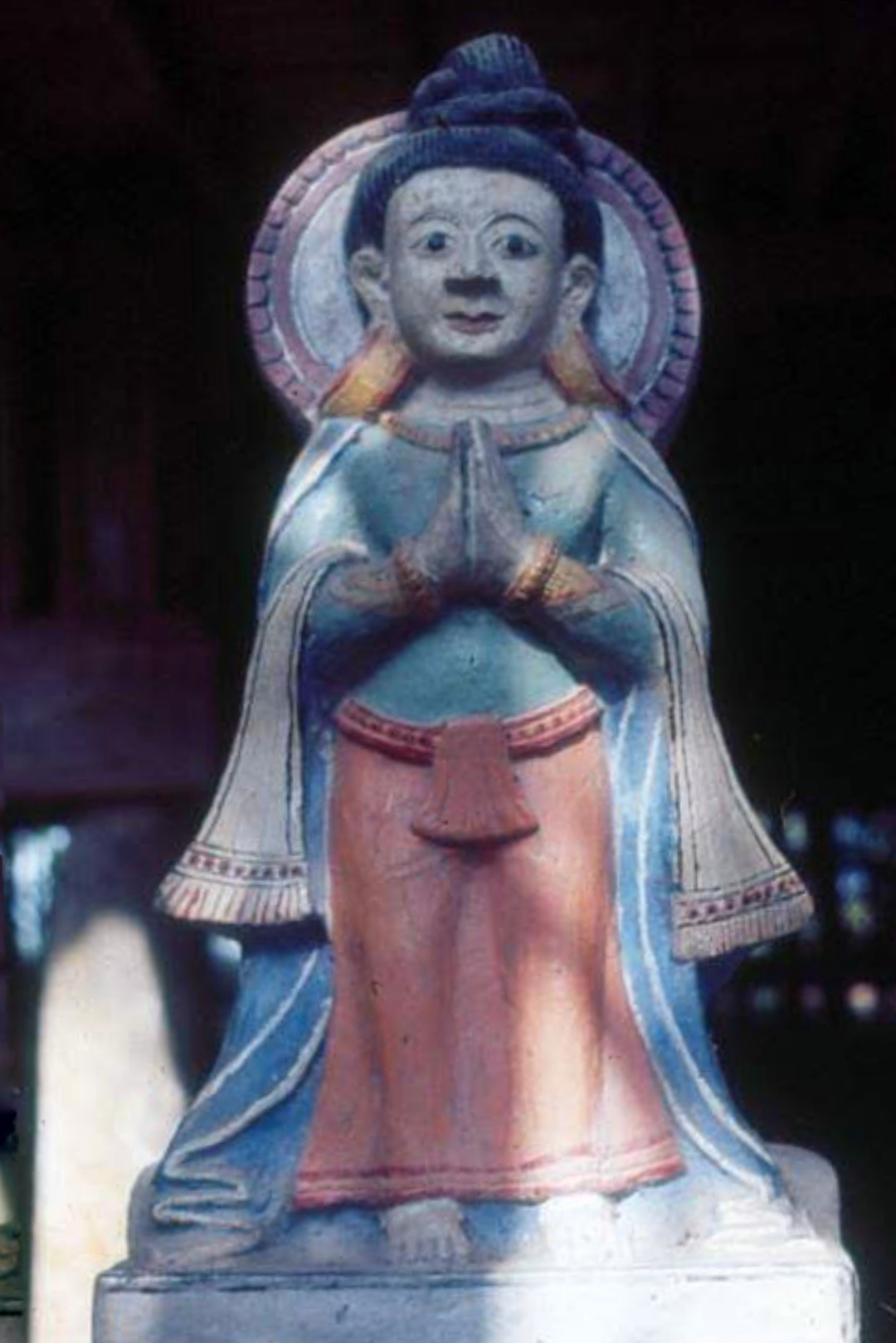
Le roi Min Hti, représenté comme un dieu à quatre doigts.

Min Hti d'Arakan (arakanais : မင်းထီး ; naît vers 1270 et mort vers 1373/74 ; également appelé Minhti ou Mindi) est roi de la dynastie Launggyet (en) d'Arakan, un ancien État de Birmanie, d'environ  1279 à 1373/74. Il est surtout connu pour être le monarque au règne le plus long de l'histoire (en), bien que la durée exacte de son règne soit inconnue. Il devient roi à un jeune âge après que son père Min Bilu est assassiné par Sithabin Ier d'Arakan. Selon les chroniques arakanaises, il règne pendant 106 ans tandis qu'un érudit de l'époque coloniale britannique estime ce règne à environ 95 ans. Le Livre Guinness des records, cependant, le reconnaît comme le règne "réputé" le plus long.
La durée du règne de Min Hti est peut-être dépassée par celle de Pépi II, pharaon d'Égypte (règne vers 2278-2184 av. J.-C.). Il règne pendant 94 ans selon Manéthon et 90 ans selon le papyrus de Turin. Étant donné que les preuves documentaires contemporaines datent de sa 65e année de règne, les 90 ans et plus de règne peuvent être douteux.